# Moog Source

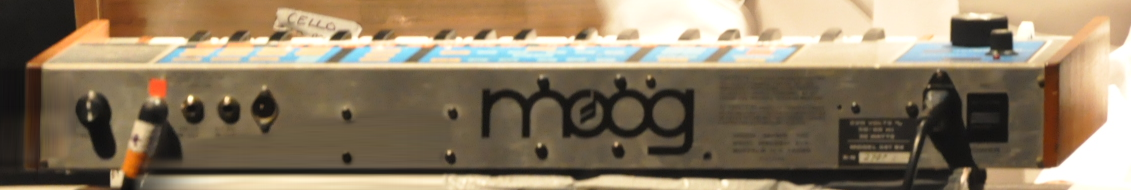
Baksidan på en Moog Source.

Moog Source är en monofonisk och analog synthesizer, styrd av en Zilog Z80-processor. Synthesizern tillverkades av Moog Music mellan 1981 och 1985. Source var Moogs första synthesizer med ett s.k. patch-minne. Den var den första (och hittills enda) Moog-synthesizern som hade en touch-panel vilken ersatte de vanliga knapparna och reglagen. Även om det var fråga om spjutspetsteknik på den tiden hade panelen en benägenhet att sluta fungera efter en tids användning.
Det inbyggda minnet kunde innehålla 16 förinställningar och Source hade ett 37-tangenters klaviatur, två stycken spänningstyrda oscillatorer med tre vågformer och ett spann över tre oktaver. Förprogrammerade inställningar kunde sparas på kassettband för att frigöra det inbyggda minnet för ytterligare patchar. Ett VCF på 24 dB/oktav fanns med avsedda inställningar för keyboard tracking, cutoff frequency, resonance, och envelope. Det fanns även två ADSR-generatorer som kunde ställas in i singel/multi-trigglägen, en för VCF och en för VCA. För modulering var Moog Source utrustad med en LFO med sample/hold. Synten var även försedd med en enkel sequencer.